# Niamatpur
Niamatpur è un sottodistretto (upazila) del Bangladesh situato nel distretto di Naogaon, divisione di Rajshahi. Si estende su una superficie di 449,1 km² e conta una popolazione di 248.351  abitanti (censimento 2011).